# Le Moulin de monsieur Fabre
Pour les articles homonymes, voir Fabre.
Pour plus de détails, voir Fiche technique et Distribution.
Le Moulin de monsieur Fabre est un film algérien réalisé par Ahmed Rachedi en 1983 et sorti en 1986.

## Synopsis
Le film se penche sur les premiers « couacs » dans la gestion de l’Algérie au lendemain de l’indépendance dans une ville de l’Est algérien. C’est l’image de la nationalisation inutile de l’entreprise d'un modeste meunier, M. Fabre, campé par Jacques Dufilho.
Le Moulin de monsieur Fabre pose aussi à sa manière la question du culte de la personnalité chez les dirigeants issus du nationalisme algérien.

## Fiche technique
- Titre français : Le Moulin de monsieur Fabre
- Titre original : الطاحونة
- Réalisation : Ahmed Rachedi
- Scénario : Ahmed Rachedi
- Photographie : Rachid Merabtine
- Musique : Noubli Fadel
- Montage : Rachid Mazouza
- Son : Karakeuzain Vartan
- Pays d'origine : Algérie
- Langues originales : arabe et français
- Format : Couleur - Stéréo
- Genre : Drame
- Durée : 100 minutes
- Date de sortie : 
  -  Algérie : 1986

## Distribution
- Jacques Dufilho : M. Fabre
- Hassen Mustapha
- Sid Ahmed Agoumi
- Izzat el-Alaïli
- Hassan El-Hassani
- Taha el-Amiri
- Catherine de Seynes

## Distinctions

### Récompenses
- Prix Tanit d'argent aux Journées cinématographiques de Carthage.